# Каверин, Николай Вениаминович
Николай Вениаминович Каверин (11 октября 1933, Ленинград, — 15 февраля 2014, Нашвилл) — советский и российский вирусолог, доктор медицинских наук (1968), профессор (1981), член-корреспондент АМН СССР (1988), академик РАМН (2005).

## Биография
Сын писателей Вениамина Каверина и Лидии Тыняновой.
Окончил в 1957 году лечебный факультет 1-го Московского медицинского института и поступил в аспирантуру в Институте вирусологии им. Д. И. Ивановского АМН СССР.
С 1957 года работал в Институте вирусологии РАМН им. Д. И. Ивановского: аспирант (1957—1960), младший (1960—1962) и старший (1962—1970) научный сотрудник, заведующий лабораторией субвирусных структур (1970—1987), заведующий лабораторией физиологии вирусов (с 1987 года).
Научные работы посвящены молекулярно-биологическим аспектам вирусологии, исследованиям биосинтеза вирусных РНК (парамиксовирусов, вирусов гриппа). Исследовал специфичность белковых взаимодействий при образовании субвирусных структур вируса гриппа при смешанной инфекции, а также молекулярно-генетические основы вирулентности вирусов гриппа для различных хозяев.
С 1999 года проживал в США. Похоронен в Нашвилле, штат Теннесси (США).